# Cerkiew Podwyższenia Krzyża Pańskiego w Kuźnicy
Cerkiew pod wezwaniem Podwyższenia Krzyża Pańskiego – prawosławna cerkiew parafialna w Kuźnicy. Należy do dekanatu Sokółka diecezji białostocko-gdańskiej Polskiego Autokefalicznego Kościoła Prawosławnego.

## Opis
Świątynia znajduje się przy ulicy Sidrzańskiej, w miejscu drewnianej cerkwi z początku XIX w., która spłonęła w czasie działań wojennych w 1944. Później w tym samym miejscu zbudowano kolejną drewnianą cerkiew, która również spłonęła (1945).
Obecną cerkiew wzniesiono w końcu lat 40. XX w. Jest to budowla na planie prostokąta, murowana, o dwóch kopułach. Dzwon sprowadzono z Wojnowa w 1959. Wewnątrz znajdował się zabytkowy ikonostas (umieszczony w 1973). Większość wyposażenia świątyni pochodzi z zachodniej Polski. Cerkiew otoczona jest kamiennym murem z końca XIX wieku.
W latach 2010–2015 wyremontowano wnętrze świątyni (wymieniono podłogę i schody na chór, umieszczono nowy ikonostas, wymieniono pokrycie ołtarza i wykonano polichromię ścienną). Wiosną 2011 na posesji cerkiewnej ułożono kostkę brukową. W latach 2018–2020 wymieniono pokrycie dachu i przebudowano kopuły. W 2021 r. odnowiono elewacje cerkwi.